# Аюпов, Ренат Мирзахасанович
Аюпов Ренат Мирзахасанович
Главный режиссер театра Кариева
Заслуженный деятель искусств РТ (2007);
Заслуженный артист России (2014);
Родился 28 марта 1964 года в с.Шали Пестречинского района Республики Татарстан.
Окончил Московское Высшее театральное училище им. М.С. Щепкина при Малом театре СССР (1988 г.), Московское высшее театральное училище им. Б. Щукина при Академическом театре им. Е.Б. Вахтангова.